# 能島
能島（日语：／ no-shima */?）為瀨戶內海上藝予群島的一個無人島，屬於愛媛縣今治市宮窪町。

## 歷史
在室町時代被作為能島村上氏的根據地，並在此建造能島城。

## 關聯項目
- 村上水軍
- 四國地方史跡一覽（日语：四国地方の史跡一覧）

## 外部連結
- 国土地理院 電子国土地図より能島付近 （页面存档备份，存于）
- 能島上陸＆潮流クルーズ （页面存档备份，存于）